# Liste des aires protégées au Luxembourg
Liste des aires protégées du Luxembourg :

## Zones protégées
Dans la législation luxembourgeoise, l’article 40 de la loi modifiée concernant la protection de la nature et des ressources naturelles indique que « des parties du territoire peuvent être définies et déclarées zones protégées d’intérêt national, soit sous forme de réserve naturelle, soit sous forme de paysage protégé ».
| Identifiant      | Nom de la zone protégée                                  | Date de désignation | Commune                                         | Statut(s) | Intérêt désigné par la loi   |
| ---------------- | -------------------------------------------------------- | ------------------- | ----------------------------------------------- | --- | ---------------------------- |
| RN PS 07         | Aarnescht                                                | 01/02/1988          | Niederanven                                     | zone protégée: réserve naturelle et zone tampon | Pelouse sèche                |
| RN RF 45         | Akescht                                                  | 25/06/2014          | Parc Hosingen                                   | zone protégée d'intérêt national sous forme de réserve forestière intégrale                                                                           | Zone forestière              |
| RN RD 09         | Amberkneppchen                                           | 25/05/1989          | Junglinster                                     | zone protégée: réserve naturelle et zone tampon | Divers                       |
| RN ZH 42         | Bauch, Am                                                | 14/04/1999          | Mondercange                                     | Zone protégée (réserve naturelle) | Zone humide                  |
| RN RFI 31        | Beetebuerger Bësch                                       | 20/09/2005          | Bettembourg, Leudelange et Roeser               | zone protégée d'intérêt national (sous forme de réserve naturelle): réserve forestière intégrale, zone de développement et zone de quiétude           | Zone forestière              |
| RN RD 17         | Carrière de Bettendorf - Schoofsbësch                    | 14/12/2016          | Bettendorf                                      | zone protégée d'intérêt national (sous forme de réserve naturelle)                                                                                    | Divers                       |
| RN               | Biirgerkräiz                                             | 25/01/2008          | Walferdange                                     | Zone protégée d'intérêt national (sous forme de réserve naturelle)                                                                                    | Divers                       |
| RN ZH 50         | Birelergronn                                             | 06/12/1999          | Niederanven, Sandweiler et Schuttrange          | Zone protégée (réserve naturelle) | Zone humide                  |
| RN RD 29         | Bierg, Um                                                | 03/08/1998          | Bettembourg et Roeser                           | Zone protégée | Zone humide                  |
| RN ZH 39         | Boufferdanger Muer                                       | 19/03/1988          | Käerjeng                                        | zone protégée: réserve naturelle et zone tampon | Tourbière                    |
| RN RD 35         | Brucherbierg- Lalléngerbierg                             | 29/03/2016          | Schifflange, Kayl et Esch-sur-Alzette           | zone protégée d'intérêt national (sous forme de réserve naturelle)                                                                                    | Divers                       |
| RN ZH 06         | Conzefenn                                                | 31/03/2008          | Troisvierges et Weiswampach                     | Zone protégée d'intérêt national (sous forme de réserve naturelle)                                                                                    | Zone humide                  |
| RN PS 03         | Deiwelskopp                                              | 02/04/2004          | Rosport-Mompach                                 | Réserve naturelle et zone protégée d'intérêt national (zone noyau et zone tampon)                                                                     | Divers                       |
| RN ZH 85         | Dreckswiss                                               | 22/03/2002          | Käerjeng et Sanem                               | Zone protégée | Zone humide                  |
| RN ZH 46         | Ellergronn                                               | 19/03/1988          | Esch-sur-Alzette                                | zone protégée | zone humide                  |
| RN RFI 29        | Ënneschte Bësch                                          | 20/09/2005          | Bertrange et Leudelange                         | zone protégée d'intérêt national (sous forme de réserve naturelle): réserve forestière intégrale et zone de quiétude                                  | Zone forestière              |
| ZPIN 17 / ZH 21  | Eppeldorf - Elteschmuer                                  | 28/02/2017          | Vallée de l'Ernz                                | zone protégée d'intérêt national (sous forme de réserve naturelle)                                                                                    | Divers                       |
| RN ZH 24         | Fënsterdall                                              | 18/02/1987          | Helperknapp                                     | zone protégée: réserve naturelle et zone tampon | zone humide                  |
| RN ZH 93         | Filsdorfergrund (Vallée du)                              | 25/03/2005          | Dalheim et Frisange                             | zone protégée d'intérêt national et réserve naturelle                                                                                                 | Divers                       |
| ZPIN 30 / RFI 17 | Griechten                                                | 20/07/2017          | Käerjeng et Garnich                             | Zone protégée d'intérêt national (sous forme de réserve naturelle)                                                                                    | Zone forestière              |
| RN RFI 32        | Grouf                                                    | 04/07/2017          | Schengen                                        | Zone protégée d'intérêt national : réserve forestière intégrale, zone de quiétude, réserve dirigée                                                    | Zone forestière              |
| RN RD 16         | Haard-Hesselsbierg-Staebierg                             | 30/07/1994          | Dudelange, Kayl et Rumelange                    | Zone protégée | Réserve naturelle forestière |
| RN ZH 58 et 59   | Haff Réimech                                             | 23/03/1998          | Schengen                                        | Réserves naturelles «Baggerweieren» et «Taupeschwues» et zones tampons                                                                                | Zone humide                  |
| RN RFI 18        | Hierberbësch                                             | 23/09/2010          | Rosport-Mompach                                 | zone protégée d'intérêt national: réserve forestière intégrale, zone de développement, zone tampon                                                    | Zone forestière              |
| RN PS 08         | Hierden                                                  | 29/08/2003          | Betzdorf et Flaxweiler                          | Réserve naturelle et zone tampon | Pelouse sèche                |
| ZPIN 32 / ZH 09  | Kaleburn                                                 | 28/02/2017          | Wincrange                                       | Zone protégée d'intérêt national (sous forme de réserve naturelle)                                                                                    | Zone humide                  |
| ZPIn 34 / RFI 12 | Kasselslay-Zogel                                         | 22/03/2017          | Clervaux                                        | zone protégée d'intérêt national (sous forme de réserve naturelle) (zone principale et zone de développement)                                         | Zone forestière              |
| RN PS 09         | Kelsbaach                                                | 03/08/1998          | Grevenmacher, Flaxweiler et Wormeldange         | Zone protégée | Pelouse sèche                |
| RN PS 05         | Kuebebierg                                               | 26/03/2002          | Luxembourg                                      | Zone protégée | Divers                       |
| RN PS 11         | Kuebendällchen                                           | 25/10/1991          | Schengen                                        | Zone protégée: réserve naturelle et zone tampon | Pelouse sèche                |
| RN RFI 25        | Laangmuer                                                | 07/11/2005          | Niederanven                                     | zone protégée d'intérêt national (sous forme de réserve naturelle)                                                                                    | Zone forestière              |
| RN ZH 47         | Léi                                                      | 19/03/1988          | Bertrange                                       | zone protégée: réserve naturelle et zone tampon | zone humide                  |
| RN RD 05         | Leibierg                                                 | 10/08/1991          | Redange-sur-Attert et Préizerdaul               | zone protégée: réserve naturelle et zone tampon | Divers                       |
| RN ZH 66         | Linger Wiesen                                            | 01/07/1997          | Käerjeng                                        | Zone protégée | Zone humide                  |
| RN RF 09         | Manternacher Fiels                                       | 27/02/2012          | Manternach et Mertert                           | zone protégée d'intérêt national (sous forme de réserve naturelle)                                                                                    | Zone forestière              |
| RN PS 10         | Pellembierg                                              | 30/09/2005          | Flaxweiler et Wormeldange                       | zone protégée d'intérêt national (sous forme de réserve naturelle): réserve forestière intégrale, réserve forestière dirigée et zone de développement | Pelouse sèche                |
| RN RFI 34        | Pëttenerbësch                                            | 09/06/2006          | Mersch et Bissen                                | zone protégée d'intérêt national (sous forme de réserve naturelle)                                                                                    | Zone forestière              |
| RN RD 15         | Prënzebierg                                              | 20/11/1991          | Differdange et Pétange                          | Zone protégée: réserve naturelle et zone tampon | Divers                       |
| RN ZH 43         | Pudel, Am (comprenant l'ancienne zone protégée de Brill) | 05/02/2007          | Esch-sur-Alzette et Schifflange                 | zone protégée d'intérêt national (sous forme de réserve naturelle)                                                                                    | Zone humide                  |
| RN ZH 12         | Ramescher                                                | 11/02/1993          | Wincrange                                       | zone protégée: réserve naturelle et zone tampon | Zone humide                  |
| RN ZH 56         | Reckingerhaff-Weiergewan                                 | 24/02/2016          | Bous-Waldbredimus, Dalheim et Mondorf-les-Bains | zone protégée d'intérêt national (sous forme de réserve naturelle)                                                                                    | Zone humide                  |
| RN ZH 49         | Roeserbann                                               | 08/09/1994          | Hesperange et Roeser                            | Zone protégée: réserve naturelle et zone tampon | Zone humide                  |
| RN RD 27         | Ronnheck                                                 | 25/06/2014          | Junglinster                                     | zone protégée d'intérêt national (sous forme de réserve naturelle)                                                                                    | Divers                       |
| RN RF 04         | Saueruecht                                               | 23/02/2010          | Beaufort                                        | zone protégée d'intérêt national: réserve forestière intégrale et zone de développement                                                               | Zone forestière              |
| ZPIN 62 / RFI    | Schnellert                                               | 22/03/2017          | Berdorf et Consdorf                             | zone protégée d'intérêt national (sous forme de réserve naturelle) (zone principale et zone de développement)                                         | Zone forestière              |
| RN RD 14         | Schwaarzenhaff / Jongebësch                              | 01/06/2016          | Steinfort et Habscht                            | zone protégée d'intérêt national (sous forme de réserve naturelle)                                                                                    | Divers                       |
| RN PS 04         | Sonnebierg                                               | 31/07/1989          | Walferdange                                     | Zone protégée | Pelouse sèche                |
| ZPIN 68 / ZH 10  | Sporbaach                                                | 28/02/2017          | Wincrange                                       | zone protégée d'intérêt national (sous forme de réserve naturelle)                                                                                    | Zone humide                  |
| RN ZH 63         | Stréissel                                                | 08/05/1999          | Bettembourg                                     | Zone protégée | Zone humide                  |
| RN RF 11         | Strombierg                                               | 20/04/1993          | Schengen                                        | Zone protégée | Réserve forestière           |
| RN RD 13         | Telpeschholz                                             | 18/02/1987          | Kehlen                                          | zone protégée: réserve naturelle et zone tampon | Lande                        |
| RN ZH 16         | Vallée de la Haute Sûre - Bruch/Pont Misère              | 19/02/2014          | Boulaide et Rambrouch                           | zone protégée d'intérêt national (sous forme de réserve naturelle)                                                                                    | Zone humide                  |
| RN PS 14         | Weimericht                                               | 10/09/2012          | Junglinster                                     | zone protégée d'intérêt national (sous forme de réserve naturelle)                                                                                    | Pelouse sèche                |
|                  | Wéngertsbierg                                            | 15/03/2016          | Flaxweiler et Lenningen                         | zone protégée d'intérêt national (sous forme de réserve naturelle)                                                                                    | Divers                       |

## Parcs naturels
- Le Parc Naturel de la Haute-Sûre, situé au Nord-Ouest du Luxembourg, il s'étend sur 183,87 km2
- Le Parc Naturel de l'Our, situé au Nord-Est du Luxembourg, il s'étend sur 306 km2
- Le Parc naturel Mëllerdall, situé à l'Est du Luxembourg, il s'étend sur 295 km2

## Sites Natura 2000
Le Luxembourg compte 48 sites dépendant de la Directive Habitat et 18 sites dépendant de la Directive Oiseaux.

## Réserve de biosphère
Le Luxembourg possède sa première réserve de biosphère reconnue par l'Unesco depuis 2020, la réserve de biosphère de Minett. Elle possède une surface totale de 20 065 ha.

## Sites Ramsar
La convention de Ramsar est entrée en vigueur au Luxembourg le 15 août 1998.
En janvier 2020, le pays compte 2 sites Ramsar, couvrant une superficie de 172,13 km2 (soit près de 7% du territoire luxembourgeois).